# سباق طواف فرنسا 1910
سباق طواف فرنسا 1910 من سلسلة سباقات سباق طواف فرنسا. أقيم هذا السباق في تاريخ 1-31 يوليو 1910 على 14 مراحل. بعد طي 4737 كم بمتوسط 28.68 كم في الساعة فاز بالميدالية الذهبية أوكتاف لابيز من فرنسا، فيما حصد فرانسوا فابر من لوكسمبورغ الميدالية الفضية، وكانت الميدالية البرونزية من نصيب غوستاف غاريغو من فرنسا.

## الميداليات
| ذهب                  | فضة                      | برونز                 |
| أوكتاف لابيز - فرنسا | فرانسوا فابر - لوكسمبورغ | غوستاف غاريغو - فرنسا |